# Ligyra obliqua
Ligyra obliqua är en tvåvingeart som först beskrevs av Macquart 1840.  Ligyra obliqua ingår i släktet Ligyra och familjen svävflugor. Inga underarter finns listade i Catalogue of Life.